# Frederik Nielsen (Schriftsteller)
Frederik „Fare“ Jørgen Niels Nielsen (* 20. September 1905 in Qoornoq; † 17. Dezember 1991) war ein grönländischer Schriftsteller, Übersetzer, Lehrer, Intendant und Landesrat.

## Leben

### Frühes Leben
Frederik Nielsen war der Sohn des Jägers Niels Hans Morten Nielsen (1882–1909) und seiner Frau Juliane Ane Jocebha Holm (1887–1959). Sein Cousin war der Landesrat Andreas Nielsen (1910–1993). Frederik Nielsens Vater starb im Kajak, als Frederik vier Jahre alt war, woraufhin er mit seiner Mutter zu seinen Großeltern nach Nuuk zog und dort aufwuchs. Von 1921 bis 1927 besuchte er Grønlands Seminarium und anschließend bis 1931 das Lehrerseminar in Tønder, wobei er der erste Grönländer war, der eine Lehrerausbildung in Dänemark wahrnahm.

### Karriere
Nachdem er das Studium beendet hatte, kehrte er nach Grönland zurück und arbeitete an der Efterskole in Aasiaat als Lehrer. 1936 wurde er an seiner eigenen Ausbildungsstätte in Nuuk tätig. 1941 erhielt er zudem das Amt des Schulkonsulenten für Mittelgrönland. 1946 verließ er Nuuk und war von 1947 bis 1957 Schulleiter in Qaqortoq. Frederik Nielsen heiratete in erster Ehe am 21. Juni 1947 Grethe Schandorph (1916–?). Daneben war er auch Schulkonsulent und ab 1954 Schulinspektor in Qaqortoq. 1957 wurde er Vorsitzender der neugegründeten Grønlandske Radiofoni, heute Kalaallit Nunaata Radioa. Als dieser musste er die Massenmedien in Grönland verbreiten, da es zuvor weder Tageszeitungen, noch nationales Radio oder geschweige denn Fernsehen gab. Die Atuagagdliutit, die seit kurzem als Atuagagdliutit/Grønlandsposten zweisprachig herausgebracht wurde, war die einzige Zeitung des Landes und erschien nur zweiwöchentlich. Nachdem seine erste Ehe 1958 geschieden worden war, heiratete er am 2. November 1962 Ane Sofia Maria Lovisa Egede (1914–?), Tochter von Abel Pavia Niels Egede (1880–1945) und Dina Abrahamsen (1875–1953). 1969 ging er in Rente.

### Politische und Ehrenämter
Als politisch aktiver Mensch saß er von 1948 bis 1951 im Sysselrat von Qaqortoq (der die heutige Kommune Kujalleq umfasste) und nach der Verwaltungsreform im Gemeinderat der Gemeinde Qaqortoq. Zudem vertrat er 1949 Klaus Lynge in Grønlands Landsråd und war dann von 1951 bis 1955 ordentlicher Landesrat.
Er war von 1937 bis 1946 Mitglied bei Grønlands Folkeoplysning, der grönländischen Volksbildungsvereinigung. Von 1951 bis 1971 war er Schöffe an Grønlands Landsret. Von 1960 bis 1971 war er Mitglied bei Det Grønlandske Forlag und später auch bei Grønlands Landsmuseum und der Foreningen for Grønlands Folkekunst. Von 1968 bis 1970 war er Vorsitzender der Kirchengemeindevertretung in Nuuk.

### Wirken als Schriftsteller
Frederik Nielsen war vor allem als Schriftsteller bekannt. Er verfasste grönländische Romane, Gedichte, Vorträge, Essays, Erinnerungsbücher und Lehrbücher und übersetzte weitere Romane und Gedichte vom Dänischen ins Grönländische, darunter Werke von Nikolai Frederik Severin Grundtvig oder Hans Christian Andersen, übersetzte aber auch alte grönländische Texte ins Dänische. Von 1936 bis 1960 wirkte er an einem dänisch-grönländischen Wörterbuch mit und 1974 erschien das grönländisch-dänische Wörterbuch Ordbogi, an dem er ebenfalls mitgewirkt hatte. Von 1959 bis 1971 war er Mitglied an der Psalmenbuchkommission, die Kirchenlieder ins Grönländische übersetzte. Von 1976 bis 1988 war er an der Übersetzung des Alten Testaments in Grönländische beteiligt. Als Mitglied des Sprach- und Rechtschreibausschusses war er zudem an der Grönländischen Rechtschreibreform von 1973 beteiligt, die die Orthographie von Samuel Kleinschmidt durch die heute übliche ersetzte. Seine wichtigsten Werke waren Prosa und Lyrik, wie der Roman Tuumarsi von 1934, die naturbezogene Gedichtsammlung Qilak, nuna, imaq von 1943, das Abenteuer Arnajaraq von 1948. Allen voran geht jedoch seine zwischen 1970 und 1988 erschienene mit dem Roman Ilissi tassa nunassarsi beginnende Tetralogie, die sich mit der Besiedelung Grönlands durch die Thule-Kultur im Mittelalter beschäftigt.

### Auszeichnungen
Frederik Nielsen wurde er 1952 Ritter des Dannebrogordens und 1965 Ritter 1. Grades. Seit 1972 war er Träger der Rink-Medaille der Grönländischen Gesellschaft. 1984 erhielt er den grönländischen Kulturpreis. Den Nersornaat in Silber erhielt er am 30. April 1991, bevor er Ende des Jahres 86-jährig verstarb. Die Straße Farip Aqqutaa in Nuuk ist nach ihm benannt.

## Werke
- 1934: Tûmarse. Kinguârîngnik oĸalugtuaĸ („Thomas. Erzählung über eine Familie“)
- 1943: K'ilak, nuna, imaĸ („Himmel, Land, Meer“)
- 1948: Arnarajaĸ
- 1954: Kúngíkorsiorneĸ aussame 1952-me, Kúngip Frederik IX-ata nuliatalo dronning Ingridip kalâtdlit nunãnut tikerârnerat („Königsbesuch im Sommer 1952. Der Besuch König Frederiks IX. und seiner Frau Königin Ingrid in Grönland“)
- 1955: Kalâtdlit oĸausînik ilíniutigssatut ôĸátârutit / Forsøg til en lærebog i det grønlandske sprog („Versuch eines Lehrbuchs für die Grönländische Sprache“)
- 1961: Kalâtdlisut ilíniutit / Undervisning i Grønlandsk („Lehrbuch des Grönländischen / Unterricht im Grönländischen“; Band 1)
- 1963: Kalâtdlisut ilíniutit / Undervisning i Grønlandsk („Lehrbuch des Grönländischen / Unterricht im Grönländischen“; Band 2)
- 1963: Impressions from a journey in northern Canada 1963 („Eindrücke einer Reise im nördlichen Kanada 1963“)
- 1965: Oĸalugiautit sarĸúmîssatdlo avdlat („Vorträge und andere Publikationen“)
- 1969: Kalâtdlit ĸanga arssítarnerat / Eskimoisk boldspil („Das Fußballspiel der Grönländer damals / Eskimoisches Ballspiel“)
- 1970: Ilivse tássa nunagssarse. Inuit nunatâmingnut nunasiartorneránik oĸalugtuaĸ („Hier ist euer zukünftiges Land. Erzählung über ihre Reise der Menschen in das neue Land“; Band 1)
- 1971: Erinarssoĸátâĸisa. Erinarssûtit tamalât („Lass uns im Chor singen. Gesangsbuch mit einem bisschen von allem“)
- 1975: Uvdluvne ingerdlavigissavne. Erĸaimassalerssârutit („Auf meinem Weg in meinen Tagen. Erinnerungen“)
- 1977: Napâĸ. Niuvertoruseĸ ĸavdlunâĸ nalâlo („Napaaq. Ein dänischer Handelsverwalter und seine Werte“)
- 1982: Siuligtûtip erĸũnera („Erfüllung einer Voraussagung“; Band 2)
- 1983: KNR 1958–1983
- 1983: Inuiait nutartigkat („Das modernisierte Volk“; Band 3)
- 1988: Nunaga, siunissat qanoq ippa? („Mein Land, wie wird deine Zukunft?“; Band 4)
- 1995: Unikkaartuartoq Ungaaralak. Piniartup Nunatsiarmiup Johannesip (Ungaaralap) allagai / Livet på de yderste øer. Beretninger af den grønlandske fanger Johannes, kaldet Ungaaralak („Erzähler Ungâralak. Erzählungen des Jägers und Bewohners des mittelgroßen Landes, Johannes (Ungâralak) / Das Leben auf den entferntesten Inseln. Erzählungen des grönländischen Jägers Johannes, genannt Ungaaralak“; mit Inge Kleivan)